# Zac Efron: con i piedi per terra
Zac Efron: con i piedi per terra (Down to Earth with Zac Efron) è una serie televisiva statunitense del 2020.

## Trama
L'attore Zac Efron e l'imprenditore del Minnesota Darin Olien visitano alcuni paesi del mondo, tra cui Francia, Porto Rico, Londra, Islanda, Costa Rica, Perù e Italia (Sardegna) alla ricerca di stili di vita sostenibili. La serie affronta diverse tematiche: viaggio, esperienza di vita, natura, energia verde e pratiche di vita sostenibili.

## Episodi
| Stagione         | Episodi | Pubblicazione USA | Pubblicazione Italia |
| ---------------- | ------- | ----------------- | -------------------- |
| Prima stagione   | 8       | 2020              | 2020                 |
| Seconda stagione | 8       | 2022              | 2022                 |

## Promozione
Il trailer è stato pubblicato il 2 luglio 2020.

## Distribuzione
La serie è uscita sulla piattaforma di streaming Netflix il 10 luglio 2020.

## Accoglienza

### Critica
Sull'aggregatore di recensioni Rotten Tomatoes la serie ha ottenuto un indice di gradimento del 68% sulla base di 12 recensioni, e un punteggio medio di 6,33/10. Metacritic ha dato alla serie un punteggio di 60 su 100 basato su 4 recensioni.
Ed Cumming del The Independent ha dato alla serie 2 stelle su 5, affermando: "deve esserci un ristretto gruppo di persone che si preoccupa abbastanza di Efron per guardare la serie, ma non abbastanza dell'ambiente per trovarlo irrimediabilmente semplicistico".
Jonathan Jarry del McGill Office for Science and Society ha dichiarato che la serie è fondamentalmente una pubblicità per Darin Olien e i prodotti pseudoscientifici che pubblicizza, dai supercibi antitumorali al latte di capra crudo auto-pastorizzato. Jarry ha aggiunto inoltre che "lo spettacolo utilizza costantemente autentiche preoccupazioni ecologiche per farci accettare affermazioni che non restano in piedi".

## Casi mediatici
Nel luglio 2022, un'azienda alimentare statunitense, la Down to Earth Organics, ha presentato una causa presso la Corte distrettuale di New York contro Netflix, Darin Olien e Zac Efron. La società, che non ha alcun rapporto con la serie televisiva, ha dichiarato che la sua immagine è stata danneggiata dall'associazione che gli spettatori potrebbero aver fatto con i propri prodotti a causa delle numerose fake news presenti nella serie.